# Apollo di Veio
L'Apollo di Veio è una scultura in terracotta dipinta, della fine del VI secolo a.C., forse attribuibile allo scultore etrusco Vulca e conservata nel Museo nazionale etrusco di Villa Giulia a Roma.

## Storia
Fu rinvenuto quasi integro nel 1916, negli scavi di Giulio Quirino Giglioli (1886-1957) del Santuario di Portonaccio presso Veio. Alto circa 1,80 m, faceva parte delle sculture in terracotta in dimensioni naturali, modellate tra il 510 e il 490 a.C., che ornavano il colmo del tetto del tempio tuscanico dedicato a Minerva, a circa 12 m di altezza. Insieme alla statua fu trovato anche il piedistallo a sella su cui essa poggiava.
Insieme all'Apollo fu rinvenuta la parte inferiore di una statua di "Ercole con la cerva", il cui torso venne riportato alla luce nel 1944 e un frammento della testa nel 1949, e un frammento con la testa di una statua di Hermes. Le tre sculture formavano un gruppo raffigurante la contesa tra Apollo ed Ercole per il possesso della cerva cerinite dalle corna d'oro, sacra ad Artemide. Un'altra statua che apparteneva anch'essa alla decorazione del santuario, ma è forse di mano diversa, rappresenta Latona con in braccio Apollo bambino, nell'atto di tirare frecce al serpente Pitone. È curata nei minimi dettagli, a testimonianza dell'abilità artistica di Vulca.
Negli anni venti la statua fu restaurata una prima volta mediante l'assemblaggio delle parti e il risarcimento di alcune lacune.
Un nuovo importante intervento di restauro conservativo è stato effettuato negli anni 2002-2004 a cura della Soprintendenza Archeologica dell'Etruria Meridionale.

## Tecnica
La scultura fu realizzata modellando separatamente il corpo e la testa, le braccia e le gambe, ma fu cotta intera. Le superfici erano dipinte: in nero i capelli, in rosso- violaceo la pelle e in due diverse sfumature di ocra la veste e il mantello.

## Stile

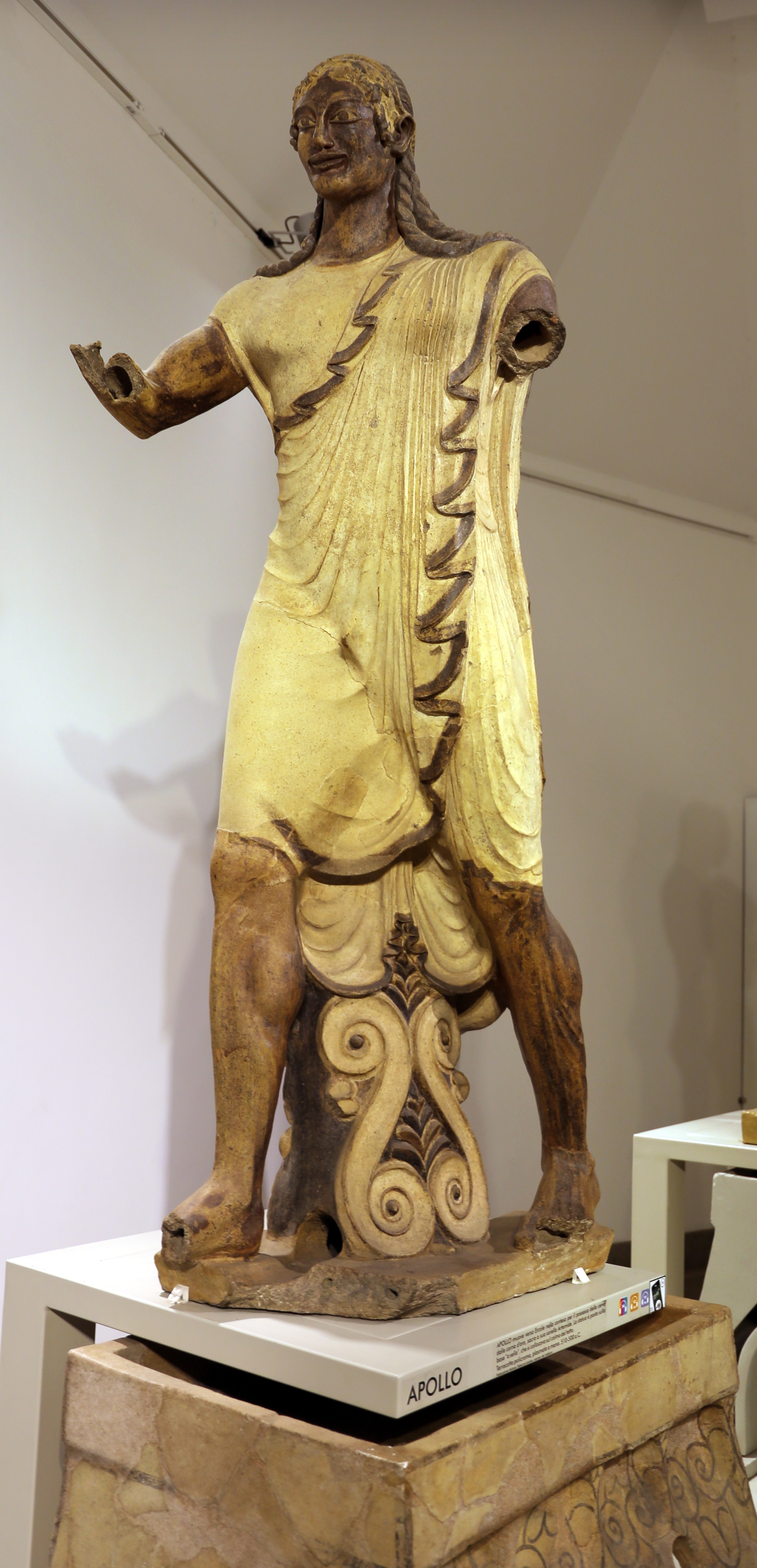
Apollo di Veio 510 a.c. circa, Museo nazionale etrusco di Villa Giulia

Lo stile accentua il movimento e presenta volumi nettamente delineati, con le pieghe delle vesti schiacciate sul corpo. L'artista ha tenuto conto del punto di vista fortemente angolato, correggendo le figure con le deformazioni ottiche necessarie. È presente l'influsso della scultura greca contemporanea, come nelle altre manifestazioni di arte etrusca di questo periodo.
(Ranuccio Bianchi Bandinelli e Antonio Giuliano, op. cit. in bibliografia.)
È un esempio della capacità tecnica e finezza artistica raggiunta dagli artigiani etruschi alla cui base dominava l'ispirazione religiosa.
L'elemento religioso sempre presente nell'arte come nella mentalità etrusca allontana 
(Massimo Pallottino, Etruscologia, op. cit. in bibliografia.)